# Pipranka

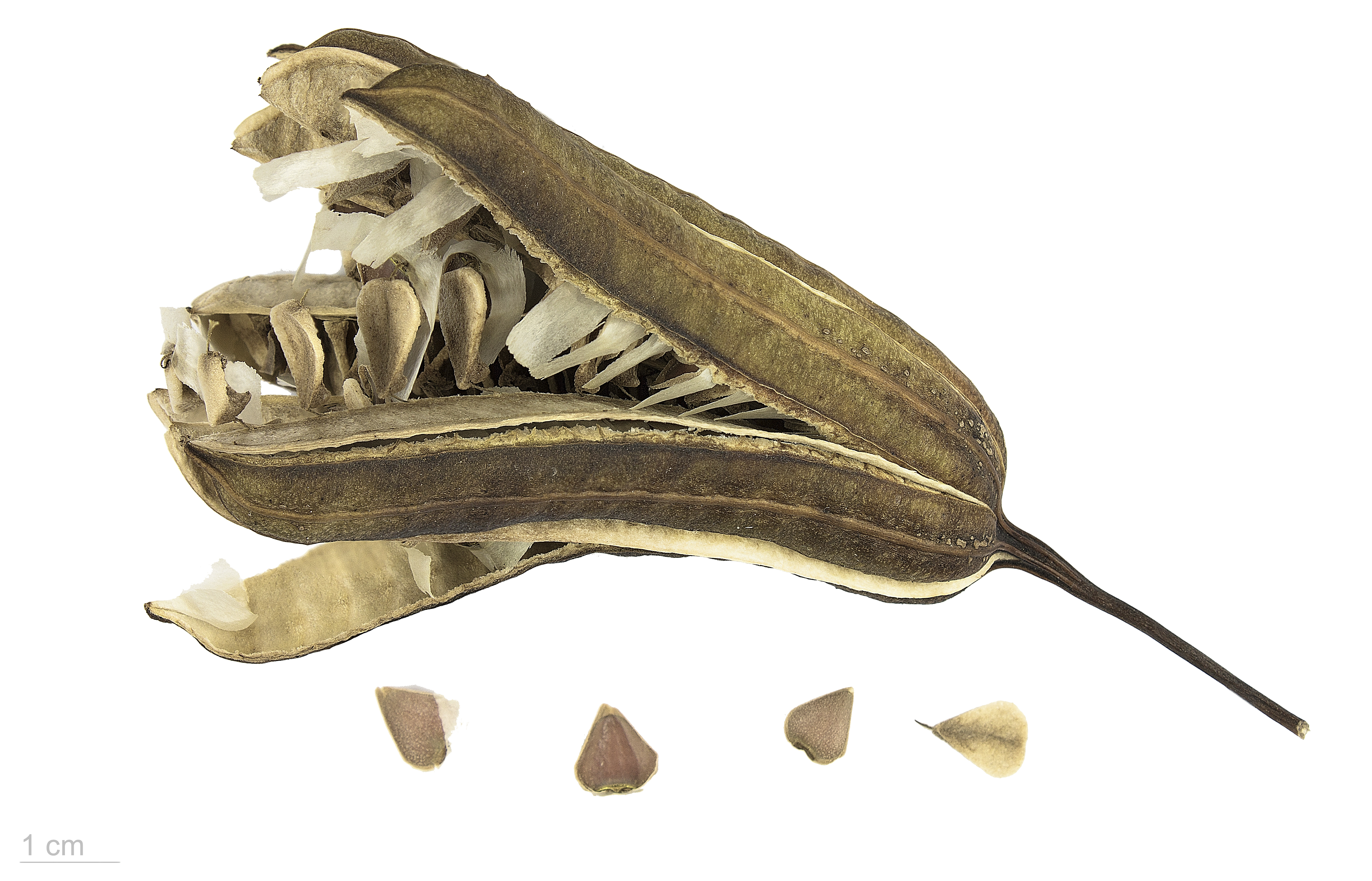
Aristolochia macrophylla

Pipranka (Aristolochia macrophylla) art i familjen piprankeväxter och förekommer naturligt i Nordamerika, från sydöstra Kanada till Appalacherna. Arten är en vanlig trädgårdsväxt i Sverige och en av de härdigaste i släktet.